# L'Amour facile
Pour plus de détails, voir Fiche technique et Distribution.
L'Amour facile (Amore facile) est un film comique italien à sketches réalisé par Gianni Puccini et sorti en 1964.
Il est divisé en cinq segments : Una domenica d'agosto, Il vedovo bianco, Un uomo corretto, Una casa rispettabile, Divorzio italo-americano.

## Fiche technique
- Titre français : L'Amour facile[1]
- Titre original italien : Amore facile[2]
- Réalisateur : Gianni Puccini
- Scénario : Sandro Continenza, Gianni Puccini, Bruno Baratti, Stefano Strucchi
- Photographie : Alfio Contini, Mario Montuori
- Montage : Maurizio Lucidi
- Musique : Aldo Piga
- Décors : Nedo Azzini (it)
- Production : Renato Angiolini (it), Renato Jaboni
- Société de production : IMA Productions (Rome)
- Pays de production :  Italie
- Langue de tournage : Italien
- Format : Noir et blanc - Son mono - 35 mm
- Durée : 95 minutes (1 h 35)
- Genre : Film comique
- Dates de sortie :
  - Italie : 3 octobre 1964

## Distribution
Una domenica d'agosto
- Toni Ucci : Giulio
- Vittorio Congia : Armando
- Franca Polesello : Marisa
- Marilù Asaro : Francesca
- Corrado Olmi : policier

Il vedovo bianco
- Eleonora Rossi Drago : Lisa Bollati
- Vittorio Caprioli : Giuseppe Mauri
- Britt Semand : Catherine
- Philippe Leroy : Giovanni Bollati

Un uomo corretto
- Franco Franchi : Franco
- Ciccio Ingrassia : Ciccio
- Linda Sini : Assuntina

Una casa rispettabile
- Didi Perego : Didi
- Riccardo Garrone : Carlo
- Lena von Martens : Emma

Divorzio italo-americano
- Barbara Steele : Barbara
- Raimondo Vianello : Santino Corleoni
- Mario Scaccia : Comte Bardi-Stucchi
- Laura De Marchi : Luisella
- Franco Moruzzi : guide